# Evelio Esteve
Evelio Esteve   (Elda, 15 de maig de 1932 - Madrid, 3 de febrer de 2022) va ser un tenor valencià.
Esteve es va formar a Madrid de la mà dels mestres López i Luis de Armedillo. A la capital espanyola fa el seu debut en 1957, al Teatro de la Zarzuela amb Madama Butterfly. Més tard, va ser protagonista masculí per a la sarsuela Doña Francisquita per a la companyia de José Tamayo.
Amb una companyia de sarsuela va fer una gira per Llatinoamèrica, en 1965. Tres anys després, es contractat per la Compañía Lírica Nacional. Després, va passar de nou a treballar amb Tamayo. En 1981 va formar la seua pròpia companyia, Ases Líricos.
Esteve va interpretar obres com El pirata d'Òscar Esplà o La vida breve de Manuel de Falla en escenaris espanyols, de diversos països d'Europa i als Estats Units. Va intervindre en la inauguració del Palau de la Música de València, en 1988.